# Alfonso Merlos
Juan Alfonso Merlos García (n. Molina de Segura, Murcia; 1979) es un periodista español.

## Trayectoria
Licenciado en Ciencias de la Información por la Universidad Complutense de Madrid, Diplomado en Seguridad en el Mediterráneo por el Instituto Español de Estudios Estratégicos y Doctor en Derecho Internacional Público y Relaciones Internacionales por la Universidad Complutense de Madrid.
Comenzó a trabajar en el año 2000 en el diario español El Mundo. En 2002 se incorpora a la sección de Internacional de la Cadena Cope durante la crisis de Irak. En 2003 pasa a la edición de fin de semana del Informativo mediodía y en 2004 a La palestra, donde coordina el área internacional, y La mañana, donde hace el análisis de la revista de prensa nacional e internacional. Entre septiembre de 2006 y agosto de 2009 dirigió y presentó La mañana del Fin de semana. 
En 2009 se incorpora a VEO como colaborador de la tertulia política La vuelta al mundo.  En julio de 2010 asume además la presentación del programa durante la temporada de verano.
En la Cadena COPE entre septiembre de 2010 y abril de 2011, con la llegada de Ernesto Sáenz de Buruaga, conduce el tramo informativo que va de 6 a 10 de la mañana.
Ya en mayo de 2011 asume la dirección del debate De Hoy a Mañana del canal 13TV, abandonando su puesto como subdirector del matinal Así son las mañanas de la COPE, tras desavenencias con el director del espacio Ernesto Sáenz de Buruaga. Entre 2011 y 2014 presentó el informativo de 13TV 13 Noticias. 
Con posterioridad ha colaborado en otros espacios de la pequeña pantalla como Las mañanas de Cuatro (Cuatro, 2011), De buena ley (Telecinco, 2010-2012), El gran debate (Telecinco, 2012), La otra red (Cuatro, 2014), Más Madrid (Telemadrid, 2014-2015), El programa de Ana Rosa (Telecinco), Buenos días, Madrid (Telemadrid, desde 2018) o Ya es mediodía (Telecinco, desde 2018) o Todo es mentira (Cuatro, desde 2019).
En la temporada 2013-2014 copresentó el programa Abre los ojos y mira junto a Emma García en Telecinco.
Es columnista en el diario La Razón.
Entre 2018 y 2020 fue director de comunicación del Ilustre Colegio de Abogados de Madrid.
Ha escrito varios libros como la investigación muchos de ellos, en relación con la lucha antiterrorista.
En septiembre de 2020 es nombrado presidente del Grupo Estrella Digital.
En junio de 2021 es nombrado presidente del Grupo 'El Mundo Financiero'.

## Docencia
Profesor de IE School of Communication.
Ejerce durante años como Profesor de Ciencia Política y Gobernanza Electrónica, en IE University (IE School of Communication) e imparte clases de Relaciones Internacionales en el Máster de Información Internacional de la UCM.
Doctor en Periodismo, ha impartido clases de comunicación y política en la Universidad Francisco de Vitoria, USEK, Universidad Complutense de Madrid o la IE School of Communication.

## Premios y reconocimientos
- Premio Nacional Defensa 2006 con la investigación La evolución estructural de Al Qaeda: ventajas operativas y desafíos para el contraterrorismo.
- Segundo Premio Revista Ejército en 2007, con el artículo El uso de la fuerza contra el terrorismo yihadista.
- Premio Mariano José de Larra en 2010 al periodista menor de 30 años que más se ha distinguido durante el año anterior, otorgado por la Asociación de la Prensa de Madrid[6]

## Vida privada
Estuvo en pareja con la periodista Marisa Páramo. Entre finales de 2019 hasta abril de 2020 mantuvo una breve relación sentimental con la colaboradora de televisión Marta López. En abril de 2020 se convirtió en Trending Topic, saltando a la crónica rosa, cuando se descubre durante una emisión del programa Estado de Alarma —emitido en YouTube y grabado en su vivienda habitual, debido al confinamiento por la Covid-19— una infidelidad a López con la joven reportera de Telecinco Alexia Rivas, que aparecía por un descuido en ropa interior o bikini.